# Dasyophthalma creusa
Dasyophthalma creusa är en fjärilsart som beskrevs av Jacob Hübner 1822-1826. Dasyophthalma creusa ingår i släktet Dasyophthalma och familjen praktfjärilar. Inga underarter finns listade i Catalogue of Life.

## Bildgalleri

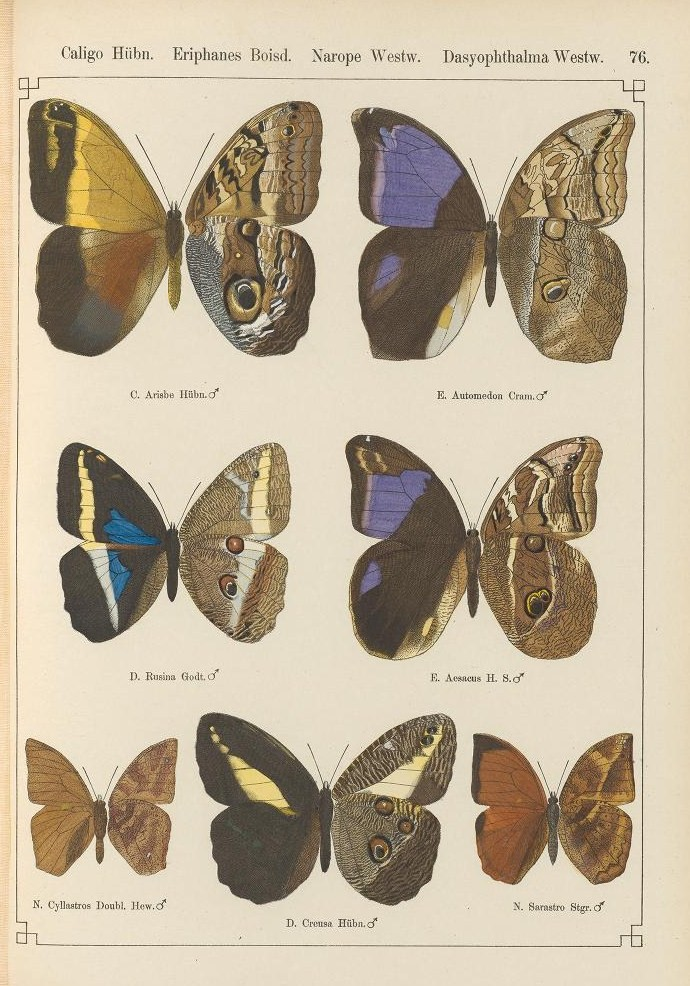